# 北京正负电子对撞机

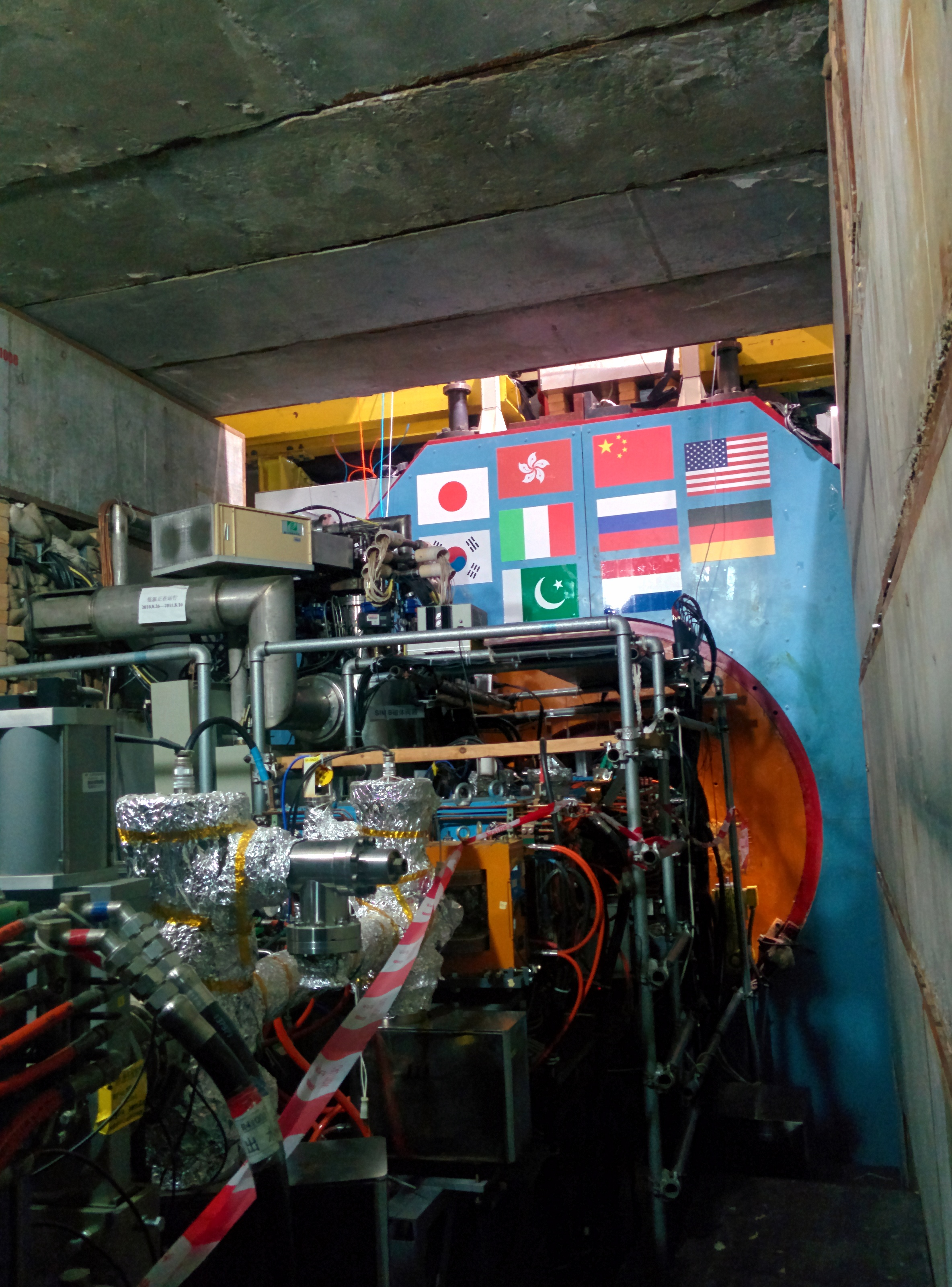
对撞点

北京正负电子对撞机（英語：Beijing Electron Positron Collider）是中国第一台高能粒子加速器，始建于1984年，位于北京市石景山区八宝山东侧。2004年至2009年间是重大的改造工程（称为BEPC II）。它主要用于高能物理研究，同时也可作出同步辐射、中能核物理、慢正电子等实验，是在粲物理能区具有国际先进水平的对撞机。

## 建造与运行

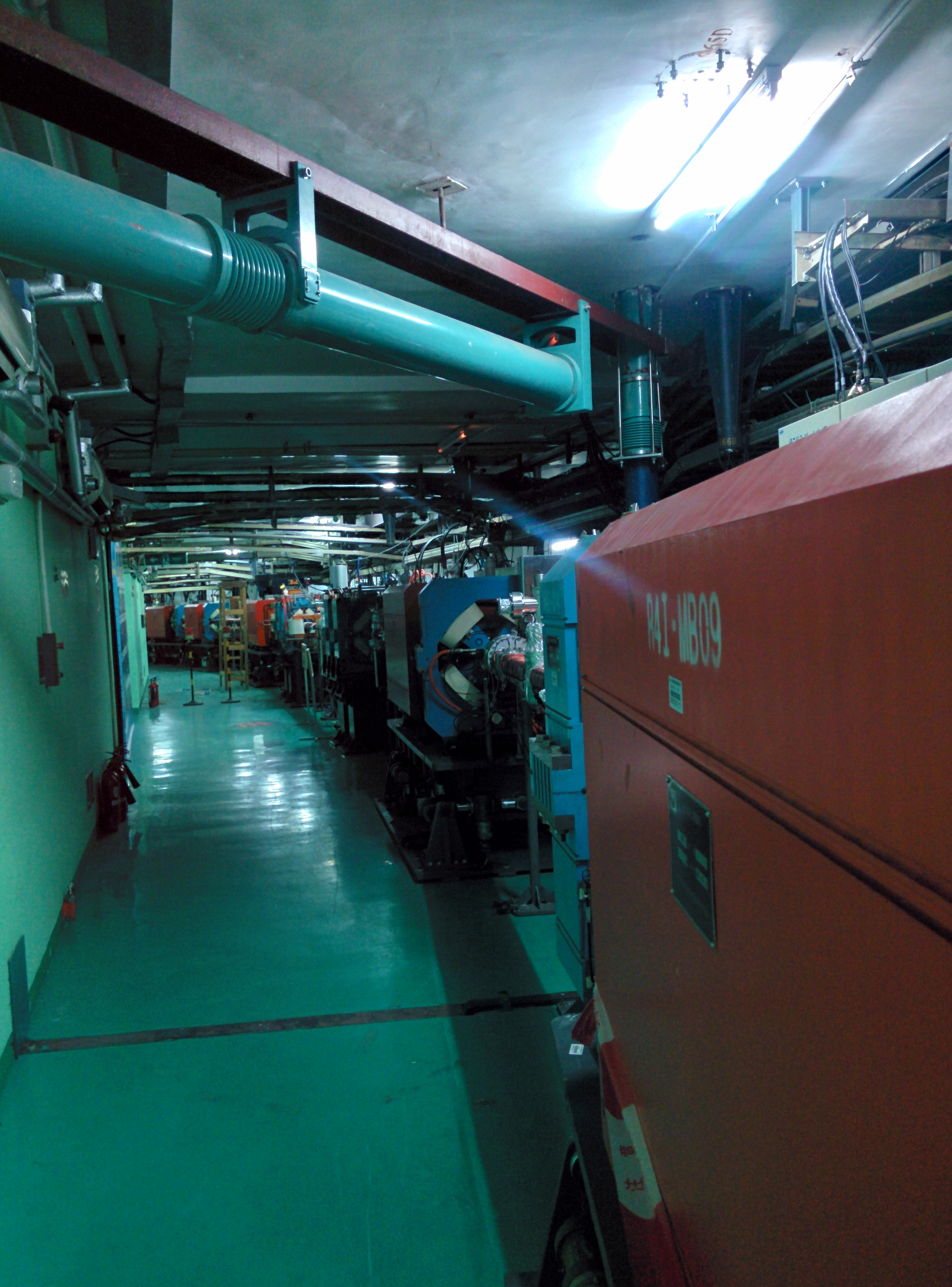
隧道

1972年中国科学院高能物理研究所成立后，曾提出并由中央批准了高能加速器预研基地建设计划（七五三工程）、50GeV质子同步加速器计划（八七工程），但因各种原因而停止。1981年12月，时任中国最高领导人邓小平批准了对撞机的项目，强调“我赞成加以批准，不再犹虑”。
在邓小平的首肯下，1983年，国务院批准建立一台2×2.2GeV的正负电子对撞机，命名为北京正负电子对撞机。对撞机由注入器（电子直线加速器）、输运线、储存环、北京谱仪（BES）与同步辐射装置（BSRF）等部分组成。1984年工程动工，1988年正式建成并成功实现了正负电子对撞，成为在2－5GeV能区中当时世界先进水平的对撞机。1990年，工程获国家科技进步奖特等奖。同年，成立北京正负电子对撞机国家实验室。
北京正负电子对撞机实现了“一机多用”，包括高能物理实验运行、同步辐射专用光实验与兼用光三种运行模式。兼用光模式使得在高能物理实验的同时能作出同步辐射实验。
高能物理研究所通过它作出大量高能物理研究，曾精确测量τ子质量、R值（正负电子对撞经单光子湮没而产生强子的零阶截面），并发现了新的共振结构。而它的同步辐射装置则使其成为了多学科的大型公共实验平台，在其上实验了大量同步辐射专用光，包括曾测定了SARS冠状病毒蛋白酶等大批重要蛋白质结构。

## 重大改造工程
1999年北京正负电子对撞机开始了未来发展的预先研究。2001年康奈尔电子储存环（Cornell Electron Storage Ring，CESR）改造，为了与其竞争，北京正负电子对撞机调整了最初的改造方案，决定了重大改造工程（BEPC II）。改造工程采用先进的双环交叉对撞技术，在原有的储存环中新增一个储存环，同时正负电子对撞束团数由1对增至93对、亮度提高30倍以上。改造工程总投资达6.4亿元，于2009年正式完工。
改造后的北京正负电子对撞机是在世界上最先进的双环对撞机之一，在粲物理能区的对撞机中处于国际领先水平。